# 1-й Водопроводный переулок (Одесса)
1-й Водопроводный переулок — короткая тупиковая улица в Одессе, в исторической части города Сахалинчик, тянется от Водопроводной улицы в сторону Среднефонтанской, упираясь в жилой дом.

## История
Название получил по близлежащей Водопроводной улице.